# Brasão de armas da África do Sul de 1932-2000

Brasão de Armas (1932-2000).

O brasão de armas da África do Sul foi usado pela primeira vez em 1910 e foi substituído por um novo modelo no Dia da Liberdade, comemorado a 27 de abril de 2000.
O lema ǃke e: ǀxarra ǁke está escrito na língua khoisan da tribo ǀXame significa literalmente "diversas pessoas unidas".
O processo de criação foi iniciado em 1999, quando o Departamento de Artes, Cultura, Ciência e Tecnologia solicitou idéias para o novo brasão de armas por parte do público. Um breve brasão foi elaborado com base nas idéias recebidas, juntamente com a contribuição do Gabinete. O Sistema Governamental de Informação e Comunicação se aproximou dos designers da África do Sul para selecionar dez dos top designers. Três estilistas foram escolhidos para apresentar seus conceitos ao Gabinete. Iaan Bekkerfoi o designer escolhido.
O lema do verde é prorrogado por pares de presas de elefante. Dentro dele há duas hastes de trigo e um escudo dourado com arte rupestre Khoisan de dois homens cumprimentando-se a partir de figuras da pedra Linton. Acima do escudo há uma lança e um cajado cruzados, uma protea, uma ave secretário, e um sol nascente.

## Versão de 1910
O primeiro brasão de armas era uma combinação de símbolos extraídos do armamento dos quatro antigos Estados. A primeira secção é a figura da Esperança, retirada das armas da Colónia do Cabo da Boa Esperança. Os dois gnus da segunda secção provêm das armas da Colónia de Natal. A laranjeira na terceira secção foi usada como o símbolo do Estado Livre de Orange. O vagão na quarta secção é derivada da República do Transvaal. Os suportes são retirados das armas do Colónia do Rio Orange e do Colónia do Cabo.
O lema, Ex Unitate Vires, está em latim e pode ser aproximadamente traduzido como "Poder Através da União".